# Jetty Paerl
Jetty Paerl, właśc. Henriëtte Nanette Paerl (ur. 27 maja 1921, zm. 22 sierpnia 2013 w Amstelveen) – holenderska wokalistka, reprezentantka Holandii podczas pierwszego Konkursu Piosenki Eurowizji w 1956 roku, żona holenderskiego artysty Ceesa Bantzingera.

## Życiorys
Podczas II wojny światowej, gdy Holandia była okupowana przez nazistowskie Niemcy, wokalistka mieszkała w Londynie. Brała wówczas udział w nadawaniu Radia Oranje, rozgłośni holenderskiego rządu na uchodźstwie, w której była znana jako Jetty van Radio Oranje. W 1970 roku wydała album studyjny, na którym umieściła utwory prezentowane podczas audycji.
W 1956 roku, wraz z Corry Brokken, reprezentowała Holandię podczas pierwszego Konkursu Piosenki Eurowizji z utworem „De vogels van Holland”, napisanym przez Annie M.G. Schmidt i skomponowanym przez Cor Lemaire. Została także pierwszą uczestniczką w historii, która zaprezentowała swoją konkursową propozycję. Z powodu niezachowania się wyników konkursu, nieznany jest końcowy rezultat wokalistki.

## Dyskografia

### Albumy studyjne
- 1970: Jetty van Radio Oranje

### Minialbumy (EP)
- Jetty Paerl (rok nieznany)[4]